# Yvonne Sylvain
Yvonne Sylvain, född 1907, död 1989, var en haitisk läkare och kvinnorättsaktivist.
Hon var den första kvinna som accepterades som student i medicin vid Haitis statliga universitet, och blev 1940 Haitis första kvinnliga läkare. Hennes syster Suzanne Comhaire-Sylvain blev landets första kvinnliga antropolog och hennes andra syster Madeleine Sylvain-Bouchereau blev dess första kvinnliga jurist. 
Hon var en av grundarna till Ligue Féminine d'Action Sociale. 